# Audrey Terras
Pour les articles homonymes, voir Terras.
Audrey Anne Terras, née le 10 septembre 1942, est une mathématicienne américaine qui travaille principalement en théorie des nombres. Ses recherches ont porté sur le chaos quantique et sur les différents types de fonctions zêta de Riemann.

## Enfance et éducation
Audrey Terras naît le 10 septembre 1942 à Washington, DC. Elle a reçu un Baccalauréat universitaire en sciences en mathématiques de l'Université du Maryland en 1964, et une Maîtrise universitaire ès lettres en 1966 puis un doctorat de l'Université Yale en 1970. Sa thèse, dirigée par Tsuneo Tamagawa, est intitulée A Generalization of the Epstein Zeta Function.

Elle a déclaré en 2008 dans une interview, qu'elle avait choisi d'étudier les mathématiques, car …

« […] le gouvernement des États-Unis m'a payé! Et pas beaucoup! C'était le temps de Spoutnik, nous avions donc besoin de produire plus de mathématiciens, et quand j'étais en train de décider entre les mathématiques et l'histoire, ils ne me payaient pas pour faire de l'histoire, ils me payaient pour faire des maths. »

.

## Carrière
Terras rejoint l'Université de Californie à San Diego en tant que professeure assistante en 1972, et elle est maintenant professeure.
Alors étudiante de premier cycle, Terras a été inspirée par son professeur Sigekatu Kuroda pour devenir un théoricienne des nombres ; elle s'est particulièrement intéressée à l'utilisation de techniques analytiques pour obtenir des résultats algébriques. Aujourd'hui, ses sujets de recherche sont en théorie des nombres, analyse harmonique sur les espaces symétriques et les groupes finis, les fonctions spéciales, la théorie algébrique des graphes, les fonctions zêta de graphes, le chaos quantique arithmétique, et la formule des traces de Selberg.

## Prix et distinctions
Terras est élue fellow de l'Association américaine pour l'avancement de la science en 1982. Elle est « maître de Conférences Falconer » de l'Association for Women in Mathematics et la Mathematical Association of America en 2000, avec pour sujet Finite Quantum Chaos et conférencière Noether pour l'Association for Women in Mathematics en 2008, avec pour sujet Fun with Zeta Functions of Graphs. En 2012, elle est devenue fellow de l'American Mathematical Society.

## Sélection de publications
- Audrey Terras, Harmonic Analysis on Symmetric Spaces and Applications, vol. I, Berlin, Springer-Verlag, 1985, 341 p. (ISBN 978-0-387-96159-0)[9]
- Audrey Terras, Harmonic Analysis on Symmetric Spaces and Applications, vol. II, Berlin, Springer-Verlag, 1988, 385 p. (ISBN 978-0-387-96663-2)[9]
- Audrey Terras, Fourier Analysis on Finite Groups and Applications, Cambridge, Cambridge University Press, 1999, 442 p. (ISBN 978-0-521-45718-7, présentation en ligne)
- Audrey Terras, « Finite Quantum Chaos », American Mathematical Monthly, Washington, DC, Mathematical Association of America, vol. {CIX}, no 2,‎ février 2002, p. 121–139 (ISSN 0002-9890, DOI 10.2307/2695325, JSTOR 2695325), Article basé sur sa conférence Falconer donnée en 2000.
- Audrey Terras, « A Stroll Through the Garden of Graph Zeta Functions » [PDF], University of California, San Diego, 20 mars 2007 (consulté le 26 mai 2009) Manuscrit préliminaire d'un livre sur les fonctions zêta de graphes.